# Département de la Sécurité intérieure des États-Unis
Le département de la Sécurité intérieure des États-Unis (en anglais : United States Department of Homeland Security, DHS) est un département exécutif fédéral du gouvernement des États-Unis créé le 27 novembre 2002, après le vote deux jours auparavant par le Congrès des États-Unis de l' Homeland Security Act (en) (en français, « Loi sur la sécurité intérieure ») à l'initiative du président George W. Bush, en réponse aux attentats du 11 septembre 2001.
Son objectif est d'organiser et d'assurer la sécurité intérieure du pays ; il englobe des agences ou services fédéraux et est dirigé par la secrétaire à la Sécurité intérieure des États-Unis, Kristi Noem depuis janvier 2025, membre du cabinet présidentiel. Il s'agit de la plus grande restructuration du gouvernement fédéral américain depuis la création du département de la Défense en 1947. En 2024, ce département emploie environ 258 000 agents de tous grades et de statuts divers ;  son budget annuel est supérieur à 103 milliards de dollars. 

## Description

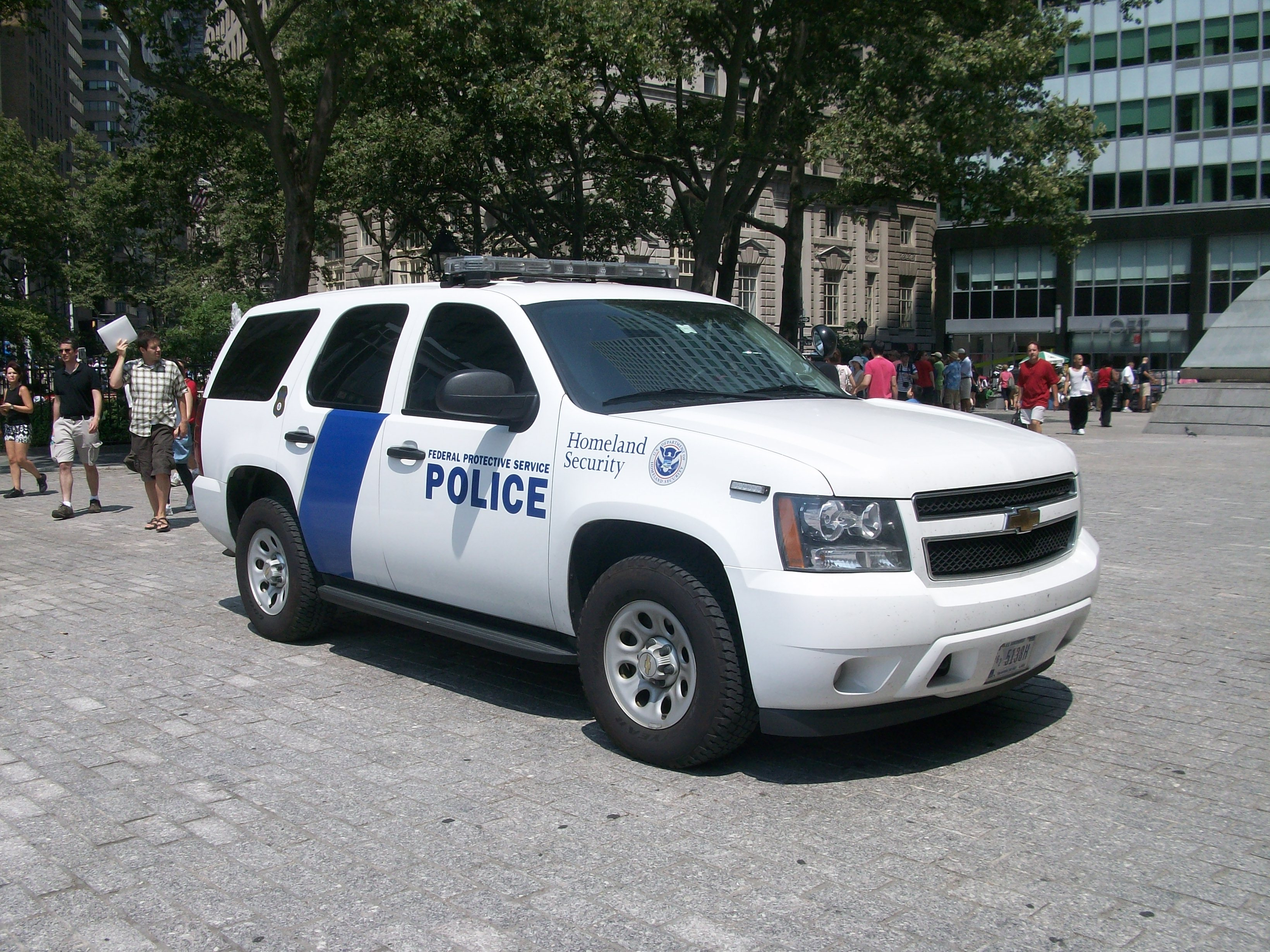
Un Chevrolet Tahoe de la Sécurité intérieure, en 2011.

Combinant à son origine 22 agences fédérales liées à la sécurité du pays, notamment les gardes-côtes, les Douanes (CBP), le Secret Service, les gardes frontières, l'Agence fédérale des situations d'urgence ou encore l'Administration de la sécurité des transports, le DHS compte en 2004 plus de 170 000 employés pour un budget de 30 milliards de dollars américains. En 2010, il compte 216 000 employés pour un budget de plus de 50 milliards de dollars ; en 2017, 229 000 employés et 40,6 milliards de dollars.
Le DHS bénéficie également du soutien des agences de la communauté du renseignement (CIA, NSA et FBI notamment). Chargé entre autres du contre-espionnage au sein du territoire américain, le DHS dispose de grands pouvoirs d'investigation, consécutifs à l'adoption de la loi dite USA PATRIOT Act.

## Liste des secrétaires à la Sécurité intérieure
Depuis la création du DHS, huit personnes se sont succédé à sa tête, au vu des quatre derniers présidents des États-Unis : W. Bush, Obama, Trump I, Biden et Trump II. 
La titulaire actuelle est Kristi Noem. 
Le secrétaire à la Sécurité intérieure des États-Unis est 18e sur l'ordre de succession présidentielle des États-Unis.

## Composantes
Le DHS comprend à présent quinze agences fédérales établies à partir de vingt-deux services fédéraux ou agences qui le composaient en 2002, lors de sa création.
| Nouvelle agence ou bureau                                             | Agence ou bureau d'origine (département d'origine) |
| --------------------------------------------------------------------- | --- |
| Service des douanes et de la protection des frontières des États-Unis | Animal and Plant Health Inspection Service (Agriculture) Immigration and Naturalization Service (Justice) U.S. Customs Service (Trésor)                                                                                                 |
| Science & Technology Directorate                                      | CBRN Countermeasures Programs (Énergie) National Biological Warfare (Défense) Defense Analysis Center (Énergie) Environmental Measurements Laboratory (Agriculture) Plum Island Animal Disease Center (Défense)                         |
| Agence fédérale des situations d'urgence                              | Domestic Emergency Support Teams (Justice) National Domestic Preparedness Office (FBI (Justice)) Nuclear Incident Response Team (Énergie) Office for Domestic Preparedness (Justice) Agence fédérale des situations d'urgence (Défense) |
| Office of Infrastructure Protection                                   | Energy Security and Assurance Program (Énergie) National Infrastructure Protection Center (FBI (Justice)) |
| US-CERT, Office of Cybersecurity and Communications                   | Federal Computer Incident Response Center (Administration des services généraux) |
| Federal Law Enforcement Training Center                               | Federal Law Enforcement Training Center (Trésor) |
| National Protection and Programs Directorate                          | Federal Protective Service (Administration des services généraux) Federal Computer Incident Response Center (Administration des services généraux) National Communications System (Défense)                                             |
| U.S. Citizenship and Immigration Services                             | Immigration and Naturalization Service (Justice) |
| Office of Cybersecurity and Communications                            | National Communications System (Défense) |
| Office of Operations Coordination                                     | National Infrastructure Protection Center (FBI (Justice)) |
| Office of Infrastructure Protection                                   | National Infrastructure Protection Center (FBI (Justice)) |
| Transportation Security Administration                                | Transportation Security Administration (Transports) |
| United States Coast Guard                                             | United States Coast Guard (Transports) |
| United States Immigration and Customs Enforcement                     | U.S. Customs Service (Trésor) Immigration and Naturalization Service (Trésor) |
| United States Secret Service                                          | United States Secret Service (Trésor) |